# Ángel Dongil Martínez
Ángel Dongil Martínez   (Madrid, 31 de julio de 1989) más conocido como Ángel Dongil, es un entrenador español. 

## Trayectoria

### Como entrenador
Comenzó su carrera como entrenador en las categorías inferiores del Rayo Vallecano dirigiendo al equipo del Benjamín B en la temporada 2010-11. Después de pasar por Alevín B, Alevín A, Infantil B y Juvenil B, desde 2017 a 2019 se hace cargo del Juvenil A de División de Honor.
El 21 de mayo de 2019, llega al banquillo del Rayo Vallecano B para sustituir a Luis Cembranos, al que dirige durante tres temporadas en el grupo 7 de la Tercera División de España. 
En junio de 2022, tras doce temporadas en el club, Dongil se marchó para continuar su carrera en el Getafe CF B de la Tercera Federación.
El 30 de diciembre de 2022, es destituido como entrenador del Getafe CF B en la Tercera Federación pese a ir en tercera posición en la liga, con 24 puntos en 14 jornadas disputadas, con un balance de seis victorias, seis empates y dos derrotas.

## Clubes

### Como entrenador
| Club                       | País   | Año       |
| -------------------------- | ------ | --------- |
| Rayo Vallecano Juvenil "A" | España | 2017-2019 |
| Rayo Vallecano B           | España | 2019-2022 |
| Getafe CF B                | España | 2022      |